# Джинн Крейн
Джинн Крейн (англ. Jeanne Crain, нар. 25 травня 1925 — пом. 14 грудня 2003) — американська акторка. Була номінована на премію Оскар за найкращу жіночу роль у фільмі «Пінкі» (1949), в якому вона зіграла головну роль.

## Біографія
Крейн народилася у Барстоу, Каліфорнія в сім'ї шкільного вчителя Джорджа Крейна і Лоретти Карр. Дитинство провела в Лос-Анджелесі, де її батькові запропонували роботу. Брати участь у театральних постановках вона почала ще в шкільному театрі. Після закінчення школи вступила до Каліфорнійського університету, де вивчала драматичне мистецтво. Перший успіх до неї прийшов уже через рік, після ролі у фільмі «Будинок в Індіані».
У 1943 році, у віці 18 років, акторка дебютувала в кіно у фільмі «Вся банда в зборі». Перший успіх до неї прийшов вже через рік, після ролі у фільмі «Будинок в Індіані».
У 1946 році Джинн Крейн вийшла заміж за актора Пола Брукса, від якого згодом народила сімох дітей. У 1949 році знялася в трьох успішних фільмах: «Лист трьом дружинам» (1949), «Віяло» (1949) і «Пінкі» (1949), останній приніс їй номінацію на «Оскар» за найкращу жіночу роль. Крейн продовжувала зніматися в кіно і на телебаченні до 1972 року, після чого її кар'єра актриси завершилася.
Акторка померла в грудні 2003 року від серцевого нападу, через два місяці після смерті чоловіка.

## Фільмографія
| Рік  |   | Українська назва                  | Оригінальна назва                 | Роль |
| ---- | - | --------------------------------- | --------------------------------- | ---- |
| 1943 | ф | Уся банда в зборі                 | The Gang's All Here               |      |
| 1944 | ф | In the Meantime, Darling          | In the Meantime, Darling          |      |
| 1944 | ф | Winged Victory                    | Winged Victory                    |      |
| 1944 | ф | Home in Indiana                   | Home in Indiana                   |      |
| 1945 | ф | Leave Her to Heaven               | Leave Her to Heaven               |      |
| 1945 | ф | «Ярмарок штату»                   | State Fair                        |      |
| 1946 | ф | Margie                            | Margie                            |      |
| 1946 | ф | Centennial Summer                 | Centennial Summer                 |      |
| 1948 | ф | Apartment for Peggy               | Apartment for Peggy               |      |
| 1948 | ф | You Were Meant for Me             | You Were Meant for Me             |      |
| 1949 | ф | The Fan                           | The Fan                           |      |
| 1950 | ф | Лист трьом дружинам               | A Letter to Three Wives           |      |
| 1950 | ф | Cheaper by the Dozen              | Cheaper by the Dozen              |      |
| 1950 | ф | Pinky                             | Pinky                             |      |
| 1951 | ф | Що скажуть люди                   | People Will Talk                  |      |
| 1951 | ф | The Model and the Marriage Broker | The Model and the Marriage Broker |      |
| 1951 | ф | Take Care of My Little Girl       | Take Care of My Little Girl       |      |
| 1952 | ф | Фул-хаус О'Генрі                  | O. Henry's Full House             |      |
| 1952 | ф | Belles on Their Toes              | Belles on Their Toes              |      |
| 1953 | ф | Vicki                             | Vicki                             |      |
| 1953 | ф | Dangerous Crossing                | Dangerous Crossing                |      |
| 1953 | ф | City of Bad Men                   | City of Bad Men                   |      |
| 1955 | ф | Man Without a Star                | Man Without a Star                |      |
| 1955 | ф | Gentlemen Marry Brunettes         | Gentlemen Marry Brunettes         |      |
| 1955 | ф | The Second Greatest Sex           | The Second Greatest Sex           |      |
| 1956 | ф | The Fastest Gun Alive             | The Fastest Gun Alive             |      |
| 1957 | ф | The Joker Is Wild                 | The Joker Is Wild                 |      |
| 1957 | ф | The Tattered Dress                | The Tattered Dress                |      |
| 1960 | ф | Guns of the Timberland            | Guns of the Timberland            |      |
| 1961 | ф | Nefertiti, Queen of the Nile      | Nefertiti, Queen of the Nile      |      |
| 1962 | ф | Pontius Pilate                    | Pontius Pilate                    |      |
| 1962 | ф | Invasion 1700                     | Invasion 1700                     |      |
| 1962 | ф | Madison Avenue                    | Madison Avenue                    |      |
| 1967 | ф | Hot Rods to Hell                  | Hot Rods to Hell                  |      |
| 1971 | ф | The Night God Screamed            | The Night God Screamed            |      |
| 1972 | ф | Skyjacked                         | Skyjacked                         |      |